# Trocholejeunea meghalayensis
Trocholejeunea meghalayensis är en bladmossart som beskrevs av Ajit P.Singh et V.Nath. Trocholejeunea meghalayensis ingår i släktet Trocholejeunea och familjen Lejeuneaceae. Inga underarter finns listade i Catalogue of Life.